# Solkongen (film)
 For alternative betydninger, se Solkongen. (Se også artikler, som begynder med Solkongen)
Solkongen er en dansk film fra 2005, instrueret af Tomas Villum Jensen efter manuskript af Anders Thomas Jensen.

## Medvirkende
| Spiller               | Rolle          |
| --------------------- | -------------- |
| Nikolaj Lie Kaas      | Tommy          |
| Birthe Neumann        | Susse          |
| Thomas Bo Larsen      | Flemming Kok   |
| Niels Olsen           | Ole Finland    |
| Peter Gantzler        | Johannes       |
| Mira Wanting          | Stine          |
| Lotte Merete Andersen | Grethe         |
| Kirsten Lehfeldt      | Tommys mor     |
| Jens Okking           | Tommys far     |
| Ole Thestrup          | Leif           |
| Kristian Halken       | Læge           |
| Arne Siemsen          | Ekspedient     |
| Kjeld Nørgaard        | Skovfoged      |
| Stephanie Leon        | Forbrændt pige |
| Farshad Kholgi        | Janis          |
| Henning Palner        | Solkongen      |